# Caterina Martinelli
Caterina Martinelli, död 1608, var en italiensk operasångerska.  Hon var hovsångerska hos hertigen av Mantua och Claudio Monteverdi skrev operan  L'Arianna för henne i huvudrollen. 